# Vòng loại Giải vô địch bóng đá thế giới 1990
Vòng loại Giải vô địch bóng đá thế giới (FFIA World Cup) 1990 là một chuỗi các trận đấu được tổ chức bởi 6 liên đoàn bóng đá châu lục thuộc FIFA để chọn ra 22 đội bóng cùng với nước chủ nhà (Ý) và đội đương kim vô địch (Argentina) tham dự FIFA World Cup 1990. Mỗi liên đoàn (AFC, CAF, CONCACAF, CONMEBOL, OFC và UEFA) được phân bổ một số lượng nhất định trong số 24 suất tham dự giải đấu. Tổng cộng có 116 đội tham gia vòng loại.

## Các đội tham gia
Tại thời điểm kết thúc đăng ký vào ngày 30 tháng 9 năm 1987, có tổng cộng 116 hiệp hội bóng đá đăng ký tham dự World Cup 1990. Con số tham dự này thấp hơn 5 đội so với giải đấu trước đó.
3 đội đã bị FIFA từ chối: Belize, Mauritius và Mozambique do các khoản nợ tài chính chưa trả của họ, khiến số đội được chấp nhận giảm xuống còn 113. Với việc cả chủ nhà và đội chủ nhà đều tự động đủ điều kiện tham dự vòng chung kết, nên chỉ còn 111 quốc gia tranh tài ở vòng loại. Gabon, Oman và Pakistan lần đầu tiên góp mặt ở vòng loại World Cup.
7 đội đã rút lui mà không thi đấu một trận nào: Bahrain, Ấn Độ, Lesotho, Maldives, Rwanda, Nam Yemen và Togo. Mexico đã bị loại khỏi vòng loại trước khi thi đấu một trận đấu dành cho các cầu thủ quá tuổi ở vòng loại Thế vận hội Olympic 1988. Libya đã rút lui ở vòng bảng CAF, nhưng đã chơi (thành công) ở vòng đầu tiên. Do đó, tổng số đội thi đấu ít nhất một trận tại Vòng loại FIFA World Cup 1990 là 105 (103 trong vòng loại).

## Vòng loại các liên đoàn châu lục

### Châu Đại Dương (OFC)
Vòng loại khu vực châu Đại Dương gồm 2 vòng:
- Vòng 1: Israel được vào thẳng vòng 2. Đài Bắc Trung Hoa, Úc, New Zealand và Fiji được bốc thăm chia cặp để đá play-off theo thể thức sân nhà và sân khách. Đội chiến thắng chung cuộc sẽ giành quyền vào vòng 2.
- Vòng 2: Israel và 2 đội thắng play-off ở vòng 1 được xếp vào một bảng duy nhất thi đấu theo bảng theo thể thức sân nhà và sân khách. Tổng cộng mỗi đội thi đấu 4 trận. Đội đứng đầu bảng sẽ giành quyền tham dự trận play-off liên lục địa với đội đến từ khu vực Nam Mỹ (CONMEBOL).

Chung cuộc, Israel giành quyền tham dự trận play-off liên lục địa.

### Châu Á (AFC)
Vòng loại khu vực châu Á gồm 2 vòng:
- Vòng 1: 22 đội (lúc đầu có 25 đội, nhưng do có 3 đội rút lui nên còn 22 đội) được chia vào 6 bảng (4 bảng có 4 đội và 2 bảng còn lại có 3 đội). Các đội nhất bảng giành quyền vào vòng 2.
- Vòng 2 (vòng chung kết): 6 đội được xếp vào một bảng thi đấu với nhau, đội nhất bảng và nhì bảng giành quyền tham dự FIFA World Cup 1990.

| Chú thích trong bảng đấu | Chú thích trong bảng đấu                |
| ------------------------ | --------------------------------------- |
|                          | Giành quyền tham dự FIFA World Cup 1990 |

Kết quả (vòng cuối)
| Đội               | ST | T | H | B | BT | BB | HS | Đ |  | Hàn Quốc | Các Tiểu vương quốc Ả Rập Thống nhất | Qatar | Trung Quốc | Ả Rập Xê Út | Cộng hòa Dân chủ Nhân dân Triều Tiên |
| ----------------- | -- | - | - | - | -- | -- | -- | - |  | -------- | ------------------------------------ | ----- | ---------- | ----------- | ------------------------------------ |
| Hàn Quốc          | 5  | 3 | 2 | 0 | 5  | 1  | +4 | 8 |  |          |                                      | 0–0   | 1–0        | 2–0         | 1–0                                  |
| UAE               | 5  | 1 | 4 | 0 | 4  | 3  | +1 | 6 |  | 1–1      |                                      | 1–1   | 2–1        |             | 0–0                                  |
| Qatar             | 5  | 1 | 3 | 1 | 4  | 5  | −1 | 5 |  |          |                                      |       | 2–1        | 1–1         |                                      |
| Trung Quốc        | 5  | 2 | 0 | 3 | 5  | 6  | −1 | 4 |  |          |                                      |       |            | 2–1         | 1–0                                  |
| Ả Rập Xê Út       | 5  | 1 | 2 | 2 | 4  | 5  | −1 | 4 |  |          | 0–0                                  |       |            |             | 2–0                                  |
| CHDCND Triều Tiên | 5  | 1 | 1 | 3 | 2  | 4  | −2 | 3 |  |          |                                      | 2–0   |            |             |                                      |

### Châu Phi (CAF)
Rwanda và Togo bỏ cuộc.
Vòng loại khu vực châu Phi gồm 3 vòng:
- Vòng 1: Algeria, Cameroon, Bờ Biển Ngà, Ai Cập, Kenya, Maroc, Nigeria và Zaire (8 đội được xếp hạng cao nhất theo BXH FIFA) được vào thẳng vòng 2. 16 đội còn lại được chia cặp để thi đấu loại trực tiếp theo thể thức sân nhà và sân khách. Các đội chiến thắng chung cuộc sẽ tiến vào vòng 2.
- Vòng 2 (vòng bảng): 16 đội (gồm 8 đội được vào thẳng và 8 đội thắng vòng 1) được xếp vào 4 bảng (mỗi bảng có 4 đội). Các đội trong cùng một bảng thi đấu loại trực tiếp theo thể thức sân nhà và sân khách. Đội đứng đầu ở mỗi bảng sẽ giành quyền vào vòng 3 (vòng chung kết).
- Vòng 3 (vòng chung kết): 4 đội (đứng đầu các bảng ở vòng 2) thi đấu play-off theo thể thức sân nhà và sân khách, đội thắng sẽ giành quyền tham dự FIFA World Cup 1990.

Kết quả (vòng chung kết)
| Đội 1    | TTS | Đội 2   | Lượt đi | Lượt về |
| -------- | --- | ------- | ------- | ------- |
| Algérie  | 0–1 | Ai Cập  | 0–0     | 0–1     |
| Cameroon | 3–0 | Tunisia | 2–0     | 1–0     |

Cameroon và Ai Cập giành quyền tham dự FIFA World Cup 1990.

### Châu Âu (UEFA)
Vòng loại FIFA World Cup 1990 khu vực châu Âu chỉ diễn ra duy nhất một vòng đấu. Theo đó, các đội được chia vào 7 bảng đấu, thi đấu theo thể thức sân nhà và sân khách. Các đội nhất bảng và 6 đội (trong số 7 đội) nhì bảng có thành tích tốt nhất sẽ giành quyền tham dự FIFA World Cup 1990.

### Nam Mỹ (CONMEBOL)
Do Argentina được tham dự FIFA World Cup 1990 một cách tự động với tư cách là đương kim vô địch (FIFA World Cup 1986) nên khu vực Nam Mỹ chỉ còn 9 đội tranh vé dự FIFA World Cup 1990.
Các đội được chia vào 3 bảng (mỗi bảng có 3 đội). Các đội sẽ thi đấu với nhau theo thể thức sân nhà và sân khách. Hai đội nhất bảng có thành tích tốt nhất sẽ tham dự FIFA World Cup 1990. Đội nhất bảng còn lại sẽ tham dự vòng play-off liên lục địa với đại diện đến từ khu vực châu Đại Dương (OFC) để tranh tấm vé cuối cùng tham dự FIFA World Cup 1990.
Brasil và Uruguay giành quyền tham dự FIFA World Cup 1990. Colombia tranh vé vớt với Israel.

### Bắc, Trung Mỹ và Caribe (CONCACAF)
Vòng loại khu vực CONCACAF cũng chính là Giải vô địch bóng đá CONCACAF 1989. Theo đó, đội vô địch và đội á quân giải đấu sẽ giành quyền tham dự FIFA World Cup 1990.
Costa Rica và Hoa Kỳ giành quyền tham dự FIFA World Cup 1990.

## Vòng play-off liên lục địa
Đội xuất sắc nhất khu vực châu Đại Dương (OFC) đối đầu với đội nhất bảng có thành tích kém nhất của khu vực Nam Mỹ (CONMEBOL) trong hai trận play-off sân nhà và sân khách. Đội thắng cuộc sẽ đủ điều kiện tham dự FIFA World Cup 1990.
| Đội 1    | TTS | Đội 2  | Lượt đi | Lượt về |
| -------- | --- | ------ | ------- | ------- |
| Colombia | 1–0 | Israel | 1–0     | 0–0     |

Colombia giành chiến thắng với tổng tỉ số 1–0 và đủ điều kiện tham dự FIFA World Cup 1990.

## Các đội vượt qua vòng loại

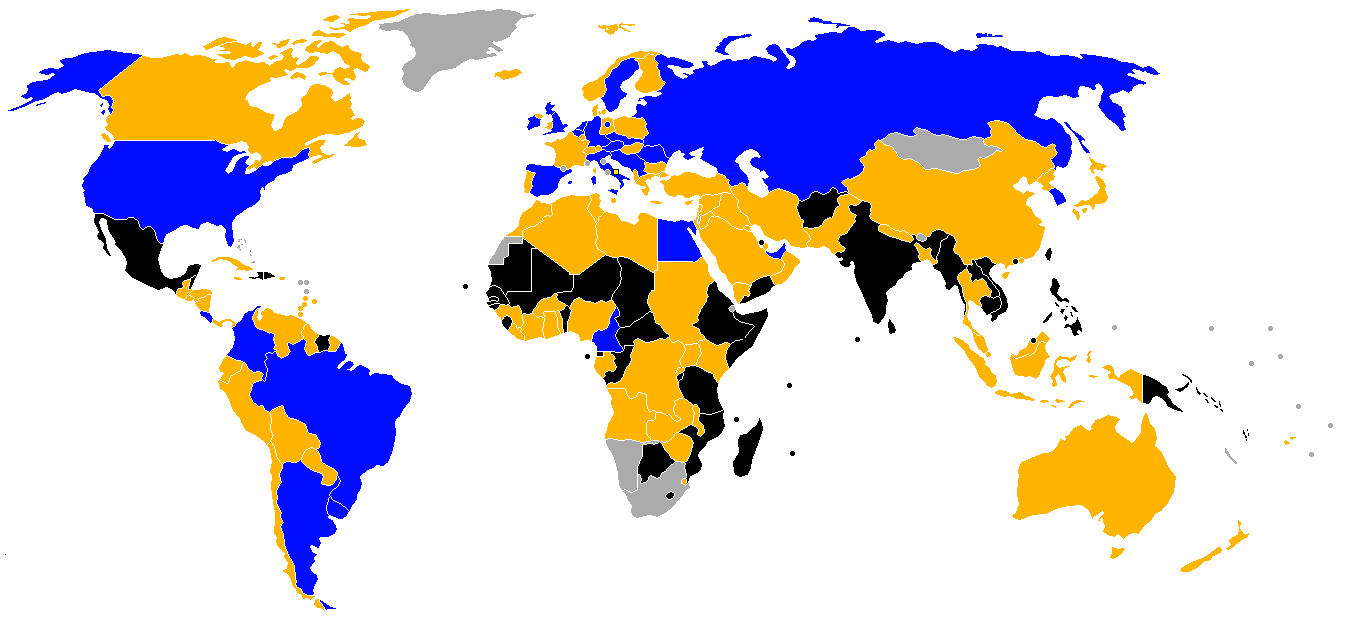
Giành quyền tham dự FIFA World Cup 1990
Không vượt qua vòng loại
Không tham dự vòng loại
Chưa phải là thành viên của FIFA

24 đội tham dự FIFA World Cup 1990 bao gồm:
| Đội              | Tư cách vượt qua vòng loại  | Ngày vượt qua vòng loại | Số lần tham dự | Liên tiếp | Thành tích tốt nhất                            |
| ---------------- | --------------------------- | ----------------------- | -------------- | --------- | ---------------------------------------------- |
| Ý                | Chủ nhà                     | 19 tháng 5 năm 1984     | 12             | 8         | Vô địch (1934, 1938, 1982)                     |
| Argentina        | Đương kim vô địch           | 29 tháng 6 năm 1986     | 10             | 5         | Vô địch (1978, 1986)                           |
| Costa Rica       | Vô địch (CONCACAF)          | 16 tháng 7 năm 1989     | 1              | 1         | –                                              |
| Brasil           | Nhất bảng 2 (CONMEBOL)      | 10 tháng 9 năm 1989     | 14             | 14        | Vô địch (1958, 1962, 1970)                     |
| Uruguay          | Nhất bảng 1 (CONMEBOL)      | 24 tháng 9 năm 1989     | 9              | 2         | Vô địch (1930, 1950)                           |
| Tây Ban Nha      | Nhất bảng 6 (UEFA)          | 11 tháng 10 năm 1989    | 8              | 4         | Hạng tư (1950)                                 |
| Thụy Điển        | Nhất bảng 2 (UEFA)          | 11 tháng 10 năm 1989    | 8              | 1         | Á quân (1958)                                  |
| Nam Tư           | Nhất bảng 5 (UEFA)          | 11 tháng 10 năm 1989    | 8              | 1         | Hạng tư (1930, 1962)                           |
| Bỉ               | Nhất bảng 7 (UEFA)          | 25 tháng 10 năm 1989    | 8              | 3         | Hạng tư (1986)                                 |
| Hàn Quốc         | Nhất bảng (AFC)             | 25 tháng 10 năm 1989    | 3              | 2         | Vòng bảng (1954, 1986)                         |
| UAE              | Nhì bảng (AFC)              | 28 tháng 10 năm 1989    | 1              | 1         | –                                              |
| Colombia         | Thắng play-off liên lục địa | 30 tháng 10 năm 1989    | 2              | 1         | Vòng bảng (1962)                               |
| Áo               | Nhì bảng 3 (UEFA)           | 15 tháng 11 năm 1989    | 6              | 1         | Hạng ba (1954)                                 |
| Tiệp Khắc        | Nhì bảng 7 (UEFA)           | 15 tháng 11 năm 1989    | 8              | 1         | Á quân (1934, 1962)                            |
| Anh              | Nhì bảng 2 (UEFA)           | 15 tháng 11 năm 1989    | 9              | 3         | Vô địch (1966)                                 |
| Hà Lan           | Nhất bảng 4 (UEFA)          | 15 tháng 11 năm 1989    | 5              | 1         | Á quân (1974, 1978)                            |
| Cộng hòa Ireland | Nhì bảng 6 (UEFA)           | 15 tháng 11 năm 1989    | 1              | 1         | –                                              |
| România          | Nhất bảng 1 (UEFA)          | 15 tháng 11 năm 1989    | 5              | 1         | Vòng bảng (1930, 1934, 1938, 1970)             |
| Scotland         | Nhì bảng 5 (UEFA)           | 15 tháng 11 năm 1989    | 7              | 5         | Vòng bảng (1954, 1958, 1974, 1978, 1982, 1986) |
| Liên Xô          | Nhất bảng 3 (UEFA)          | 15 tháng 11 năm 1989    | 7              | 3         | Hạng tư (1966)                                 |
| Tây Đức          | Nhì bảng 4 (UEFA)           | 15 tháng 11 năm 1989    | 12             | 10        | Vô địch (1954, 1974)                           |
| Ai Cập           | Thắng vòng chung kết (CAF)  | 17 tháng 11 năm 1989    | 2              | 1         | Vòng 1 (1934)                                  |
| Cameroon         | Thắng vòng chung kết (CAF)  | 19 tháng 11 năm 1989    | 2              | 1         | Vòng bảng (1982)                               |
| Hoa Kỳ           | Á quân (CONCACAF)           | 19 tháng 11 năm 1989    | 4              | 1         | Hạng ba (1930)                                 |

## Các cầu thủ ghi nhiều bàn thắng nhất
| Cầu thủ                 | Số bàn thắng |
| ----------------------- | ------------ |
| Marc Van Der Linden     | 7            |
| Hwang Sun-Hong          | 7            |
| Ma Lin                  | 6            |
| Mo Johnston             | 6            |
| Ahmed Radhi             | 6            |
| Mahmoud Yaseen Al-Soufi | 6            |